# 布利欽根

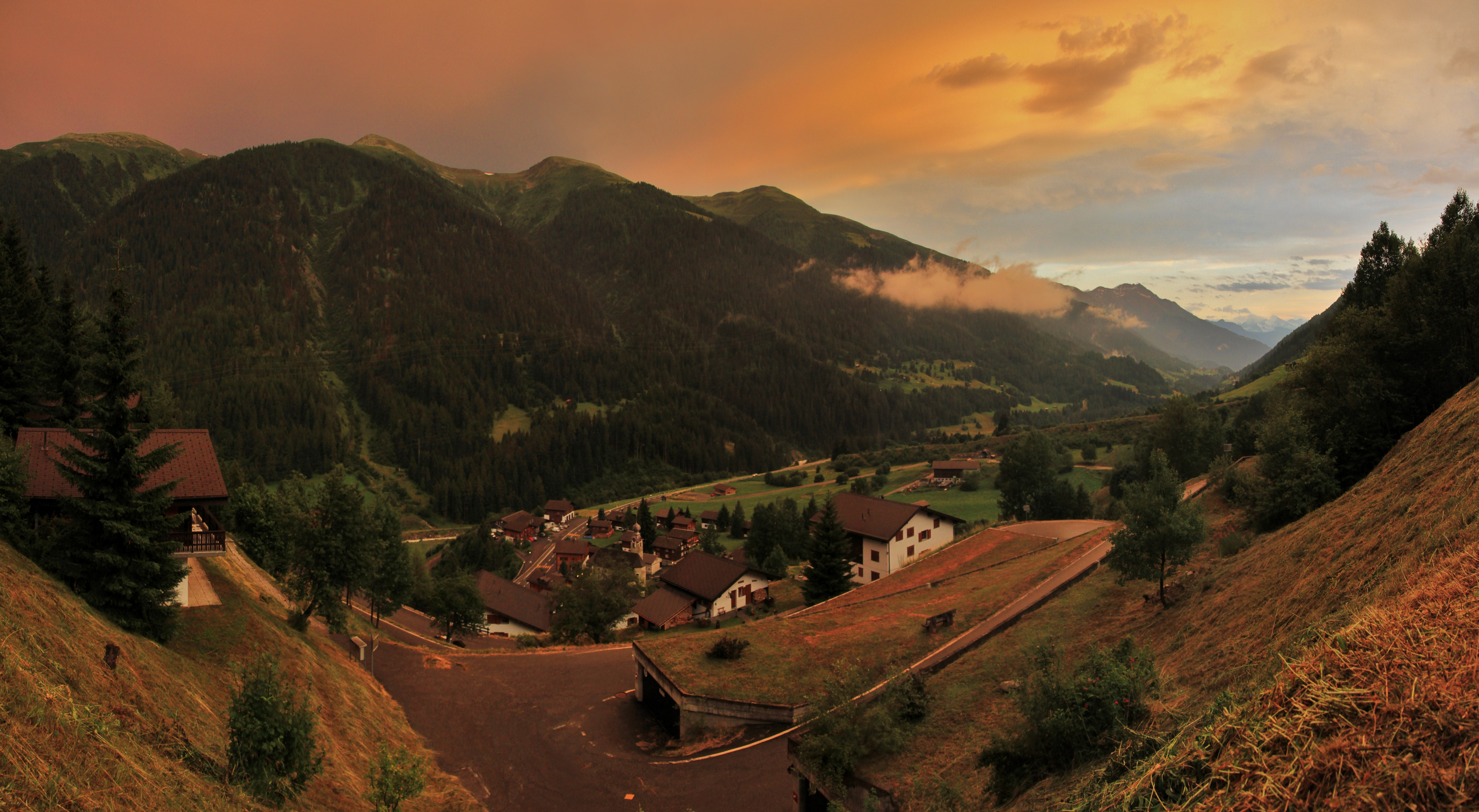

布利欽根是瑞士的城鎮，位於該國南部，由瓦萊州負責管轄，面積11.81平方公里，海拔高度1,290米，2011年人口83，八成人口信奉羅馬天主教，人口密度每平方公里7人。

## 外部連結
- Official website （德文）